# 24 Horas de Le Mans de 2010
As 24 Horas de Le Mans de 2010 foi o 78º grande prêmio das 24 Horas de Le Mans, também conhecido como o Grande Prémio de Endurance.
A corrida ocorreu nos dias 12-13 de junho de 2010 no Circuit de la Sarthe, em Le Mans, na França e foi organizada pelo Automobile Club de l'Ouest (ACO).
Cinqüenta e seis carros participaram do evento, organizado em quatro categorias. A corrida foi ganha pelo carro 9 um Audi R15 TDI, dirigido por Mike Rockenfeller, Timo Bernhard e Romain Dumas, sendo a Audi vitoriosa também nas duas posições seguidas (2º e 3º lugares com Audi R15). Foi estabelecido um novo recorde de 397 voltas, com uma distância completada de 5.410,7 km. No total, apenas 28 carros completaram toda a corrida. O evento contou com um público de 238.850 espectadores.

## Cronograma
| Programação       | Programação   | Programação                               |
| Data              | Horário       | Evento                                    |
| ----------------- | ------------- | ----------------------------------------- |
| Domingo, 6 Junho  | 14:30 – 19:00 | Verificações esportivas e administrativas |
| Segunda, 7 Junho  | 09:30 – 17:30 | Verificações esportivas e administrativas |
| Quarta, 9 Junho   | 16:00 – 20:00 | Treinos Livres                            |
| Quarta, 9 Junho   | 22:00 – 24:00 | Treino Qualificatório                     |
| Quinta, 10 Junho  | 19:00 – 21:00 | Treino Qualificatório                     |
| Quinta, 10 Junho  | 22:00 – 24:00 | Treino Qualificatório                     |
| Sexta, 11 Junho   | 18:00 – 19:00 | Show dos pilotos em Le Mans               |
| Sábado, 12 Junho  | 09:00 – 09:45 | Preparação (Warm-up)                      |
| Sábado, 12 Junho  | 15:00         | Começo das 24 Horas de Le Mans 2010       |
| Domingo, 13 Junho | 15:00         | Fim das 24 Horas de Le Mans 2010          |

## Qualificação
Os pole position de cada classe estão em negrito, e as voltas mais rápidas estão em cinza.
| Pos | Nº  | Time                      | Classe | Da        | Dia 1    | Dia 2   | Gap |
| --- | --- | ------------------------- | ------ | --------- | -------- | ------- | --- |
| 1   | 3   | Peugeot Sport Total       | LMP1   | 3:19.711  | 3:20.212 |         | 1   |
| 2   | 1   | Team Peugeot Total        | LMP1   | 3:20.317  | 3:22.007 | +0.606  | 2   |
| 3   | 2   | Team Peugeot Total        | LMP1   | 3:20.325  | 3:20.961 | +0.614  | 3   |
| 4   | 4   | Team Oreca Matmut         | LMP1   | 3:21.129  | 3:23.141 | +1.481  | 4   |
| 5   | 9   | Audi Sport North America  | LMP1   | 3:23.578  | 3:21.981 | +2.270  | 5   |
| 6   | 7   | Audi Sport Team Joest     | LMP1   | 3:24.688  | 3:22.176 | +2.465  | 6   |
| 7   | 8   | Audi Sport Team Joest     | LMP1   | 3:24.430  | 3:23.605 | +3.894  | 7   |
| 8   | 007 | Aston Martin Racing       | LMP1   | 3:26.680  | 3:29.369 | +6.969  | 8   |
| 9   | 009 | Aston Martin Racing       | LMP1   | 3:26.747  | 3:28.869 | +7.036  | 9   |
| 10  | 6   | AIM Team Oreca Matmut     | LMP1   | 3:30.056  | 3:29.506 | +9.795  | 10  |
| 11  | 008 | Signature-Plus            | LMP1   | 3:29.774  | 3:37.142 | +10.063 | 11  |
| 12  | 14  | Kolles                    | LMP1   | 3:30.907  | 3:31.870 | +11.196 | 12  |
| 13  | 15  | Kolles                    | LMP1   | 3:31.661  | 3:34.401 | +11.950 | 13  |
| 14  | 11  | Drayson Racing            | LMP1   | 3:36.634  | 3:31.862 | +12.151 | 14  |
| 15  | 42  | Strakka Racing            | LMP2   | 3:36.168  | 3:33.079 | +13.368 | 15  |
| 16  | 12  | Rebellion Racing          | LMP1   | No Time   | 3:33.490 | +13.779 | 16  |
| 17  | 26  | Highcroft Racing          | LMP2   | 3:37.202  | 3:34.537 | +14.826 | 17  |
| 18  | 5   | Beechdean Mansell         | LMP1   | 3:36.897  | 3:38.367 | +17.186 | 18  |
| 19  | 13  | Rebellion Racing          | LMP1   | 3:44.101  | 3:37.093 | +17.382 | 19  |
| 20  | 25  | RML                       | LMP2   | 3:44.598  | 3:39.648 | +19.937 | 20  |
| 21  | 40  | Quifel ASM Team           | LMP2   | 3:41.968  | 3:40.532 | +20.821 | 21  |
| 22  | 35  | OAK Racing                | LMP2   | 3:42.399  | 3:41.310 | +21.599 | 22  |
| 23  | 19  | Michael Lewis/Autocon     | LMP1   | 4:00.646  | 3:43.167 | +23.456 | 23  |
| 24  | 29  | Racing Box SRL            | LMP2   | 3:51.065  | 3:47.971 | +28.260 | 24  |
| 25  | 41  | Team Bruichladdich        | LMP2   | 3:55.680  | 3:51.189 | +31.478 | 25  |
| 26  | 39  | KSM                       | LMP2   | 3:52.972  | 3:51.310 | +31.599 | 26  |
| 27  | 24  | OAK Racing                | LMP2   | 3:52.730  | 3:52.008 | +32.297 | 27  |
| 28  | 38  | Pegasus Racing            | LMP2   | 4:03.784  | 3:52.837 | +33.126 | 28  |
| 29  | 37  | Gerard Welter             | LMP2   | 3:55.818  | 3:53.109 | +33.398 | 29  |
| 30  | 28  | Race Performance AG       | LMP2   | 3:59.361  | 3:53.942 | +34.231 | 30  |
| 31  | 52  | Young Driver AMR          | LMGT1  | 3:55.025  | 4:02.133 | +35.314 | 31  |
| 32  | 70  | Marc VDS Racing Team      | LMGT1  | 4:00.325  | 3:55.356 | +35.645 | 32  |
| 33  | 60  | Matech Competition        | LMGT1  | 3:57.296  | 3:55.583 | +35.872 | 33  |
| 34  | 73  | Luc Alphand Aventures     | LMGT1  | 3:58.810  | 4:14.438 | +39.099 | 34  |
| 35  | 72  | Luc Alphand Aventures     | LMGT1  | 3:58.906  | 4:03.423 | +39.195 | 35  |
| 36  | 82  | Risi Competizione         | LMGT2  | 3:59.2334 | 4:03.104 | +39.522 | 55  |
| 37  | 64  | Corvette Racing           | LMGT2  | 4:01.012  | 3:59.435 | +39.724 | 36  |
| 38  | 63  | Corvette Racing           | LMGT2  | 4:00.097  | 3:59.793 | +40.082 | 37  |
| 39  | 95  | AF Corse SRL              | LMGT2  | 4:02.492  | 3:59.837 | +40.126 | 38  |
| 40  | 61  | Matech Competition        | LMGT1  | 4:11.566  | 4:01.628 | +41.917 | 39  |
| 41  | 77  | Team Felbermayr-Proton    | LMGT2  | 4:02.001  | 4:01.640 | +41.929 | 40  |
| 42  | 76  | IMSA Performance Matmut   | LMGT2  | 4:01.755  | 4:06.630 | +42.044 | 41  |
| 43  | 78  | BMW Motorsport            | LMGT2  | 4:04.986  | 4:01.893 | +42.182 | 42  |
| 44  | 97  | BMS Scuderia Italia SpA   | LMGT2  | 4:06.278  | 4:02.014 | +42.303 | 43  |
| 45  | 89  | Hankook Team Farnbacher   | LMGT2  | 4:03.886  | 4:02.427 | +42.716 | 44  |
| 46  | 96  | AF Corse SRL              | LMGT2  | 4:02.615  | No Time  | +42.904 | WD  |
| 47  | 80  | Flying Lizard Motorsports | LMGT2  | 4:08.315  | 4:02.685 | +42.974 | 45  |
| 48  | 50  | Larbre Compétition        | LMGT1  | 4:03.175  | 4:06.091 | +43.464 | 46  |
| 49  | 79  | BMW Motorsport            | LMGT2  | 4:05.851  | 4:03.215 | +43.504 | 47  |
| 50  | 83  | Risi Competizione         | LMGT2  | 4:03.959  | 4:13.047 | +44.248 | 48  |
| 51  | 85  | Spyker Squadron           | LMGT2  | 4:06.997  | 4:04.057 | +44.346 | 49  |
| 52  | 92  | JMW Motorsport            | LMGT2  | 4:06.391  | 4:04.303 | +44.592 | 50  |
| 53  | 69  | JLOC                      | LMGT1  | 4:13.368  | 4:05.170 | +45.459 | 51  |
| 54  | 75  | Prospeed Competition      | LMGT2  | 4:14.578  | 4:10.017 | +50.306 | 52  |
| 55  | 88  | Team Felbermayr-Proton    | LMGT2  | 4:10.054  | 4:20.293 | +50.343 | 53  |
| 56  | 81  | Jaguar RSR                | LMGT2  | 4:13.537  | 4:12.431 | +52.720 | 54  |

## Resultado

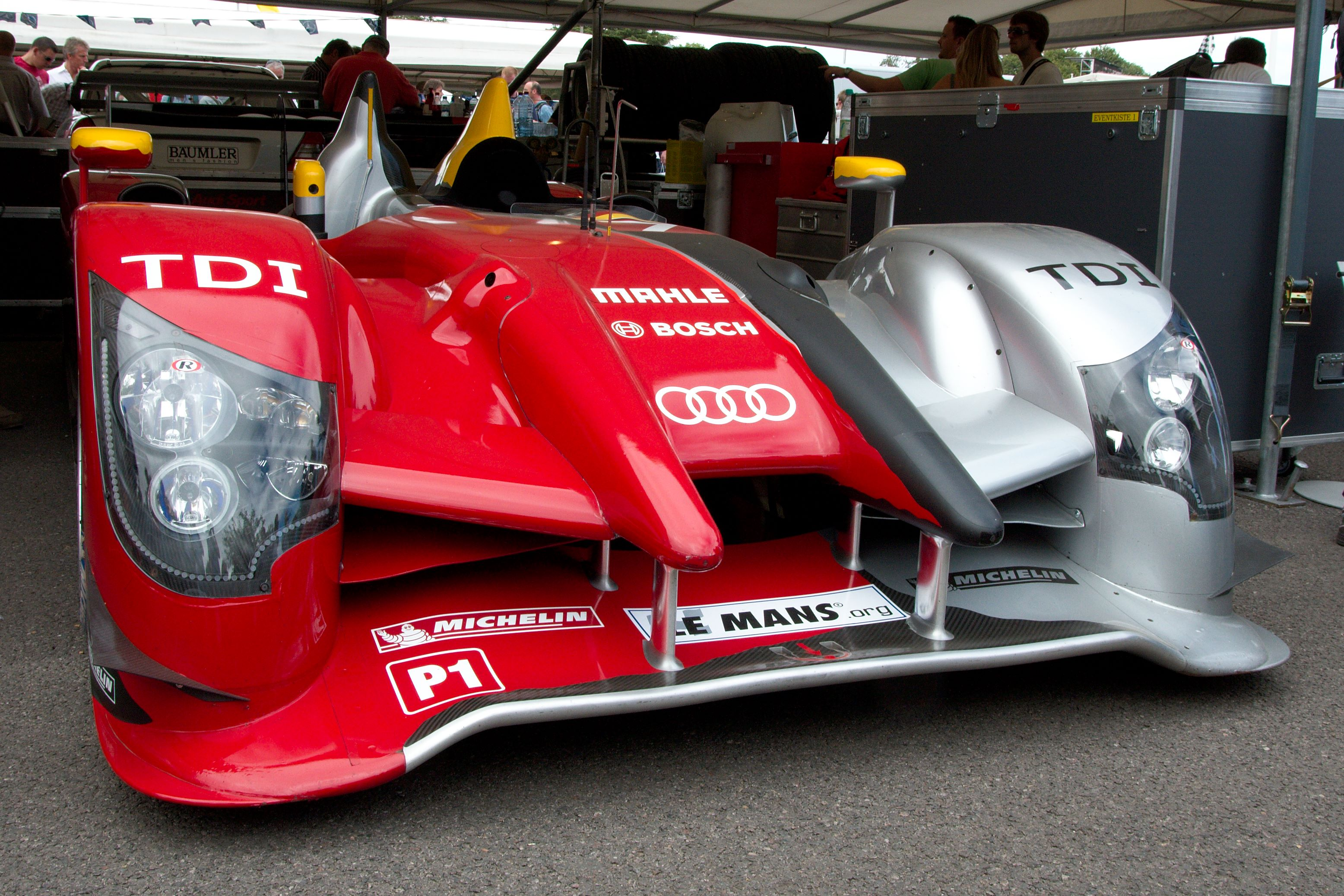
Audi R15 TDI

Vencedores de cada classe estão marcados em negrito.
| Pos.                                                                  | Classe Pos. | Classe | Nº  | Equipe                         | Pilotos                                             | Chassis                              | Pneus | Voltas |
| Pos.                                                                  | Classe Pos. | Classe | Nº  | Equipe                         | Pilotos                                             | Motor                                | Pneus | Voltas |
| --------------------------------------------------------------------- | ----------- | ------ | --- | ------------------------------ | --------------------------------------------------- | ------------------------------------ | ----- | ------ |
| 1                                                                     | 1           | LMP1   | 9   | Audi Sport North America       | Mike Rockenfeller Timo Bernhard Romain Dumas        | Audi R15 TDI plus                    | M     | 397    |
| 1                                                                     | 1           | LMP1   | 9   | Audi Sport North America       | Mike Rockenfeller Timo Bernhard Romain Dumas        | Audi TDI 5.5 L Turbo V10 (Diesel)    | M     | 397    |
| 2                                                                     | 2           | LMP1   | 8   | Audi Sport Team Joest          | André Lotterer Marcel Fässler Benoît Tréluyer       | Audi R15 TDI plus                    | M     | 396    |
| 2                                                                     | 2           | LMP1   | 8   | Audi Sport Team Joest          | André Lotterer Marcel Fässler Benoît Tréluyer       | Audi TDI 5.5 L Turbo V10 (Diesel)    | M     | 396    |
| 3                                                                     | 3           | LMP1   | 7   | Audi Sport Team Joest          | Tom Kristensen Allan McNish Rinaldo Capello         | Audi R15 TDI plus                    | M     | 394    |
| 3                                                                     | 3           | LMP1   | 7   | Audi Sport Team Joest          | Tom Kristensen Allan McNish Rinaldo Capello         | Audi TDI 5.5 L Turbo V10 (Diesel)    | M     | 394    |
| 4                                                                     | 4           | LMP1   | 6   | AIM Team Oreca Matmut          | Soheil Ayari Didier André Andy Meyrick              | Oreca 01                             | D     | 369    |
| 4                                                                     | 4           | LMP1   | 6   | AIM Team Oreca Matmut          | Soheil Ayari Didier André Andy Meyrick              | AIM YS5.5 5.5 L V10                  | D     | 369    |
| 5                                                                     | 1           | LMP2   | 42  | Strakka Racing                 | Nick Leventis Danny Watts Jonny Kane                | HPD ARX-01C                          | M     | 367    |
| 5                                                                     | 1           | LMP2   | 42  | Strakka Racing                 | Nick Leventis Danny Watts Jonny Kane                | HPD AL7R 3.4 L V8                    | M     | 367    |
| 6                                                                     | 4           | LMP1   | 007 | Aston Martin Racing            | Harold Primat Stefan Mücke Adrián Fernández         | Lola-Aston Martin B09/60             | M     | 365    |
| 6                                                                     | 4           | LMP1   | 007 | Aston Martin Racing            | Harold Primat Stefan Mücke Adrián Fernández         | Aston Martin 6.0 L V12               | M     | 365    |
| 7                                                                     | 2           | LMP2   | 35  | OAK Racing                     | Matthieu Lahaye Guillaume Moreau Jan Charouz        | Pescarolo 01                         | D     | 361    |
| 7                                                                     | 2           | LMP2   | 35  | OAK Racing                     | Matthieu Lahaye Guillaume Moreau Jan Charouz        | Judd DB 3.4 L V8                     | D     | 361    |
| 8                                                                     | 3           | LMP2   | 25  | RML                            | Mike Newton Thomas Erdos Andy Wallace               | Lola B08/80                          | D     | 358    |
| 8                                                                     | 3           | LMP2   | 25  | RML                            | Mike Newton Thomas Erdos Andy Wallace               | HPD AL7R 3.4 L V8                    | D     | 358    |
| 9                                                                     | 4           | LMP2   | 24  | OAK Racing                     | Jacques Nicolet Richard Hein Jean-François Yvon     | Pescarolo 01                         | D     | 341    |
| 9                                                                     | 4           | LMP2   | 24  | OAK Racing                     | Jacques Nicolet Richard Hein Jean-François Yvon     | Judd DB 3.4 L V8                     | D     | 341    |
| 10                                                                    | 5           | LMP2   | 41  | Team Bruichladdich             | Tim Greaves Karim Ojjeh Gary Chalandon              | Ginetta-Zytek GZ09S/2                | D     | 341    |
| 10                                                                    | 5           | LMP2   | 41  | Team Bruichladdich             | Tim Greaves Karim Ojjeh Gary Chalandon              | Zytek ZG348 3.4 L V8                 | D     | 341    |
| 11                                                                    | 1           | LMGT2  | 77  | Team Felbermayr-Proton         | Marc Lieb Richard Lietz Wolf Henzler                | Porsche 997 GT3-RSR                  | M     | 338    |
| 11                                                                    | 1           | LMGT2  | 77  | Team Felbermayr-Proton         | Marc Lieb Richard Lietz Wolf Henzler                | Porsche 4.0 L Flat-6                 | M     | 338    |
| 12                                                                    | 2           | LMGT2  | 89  | Hankook Team Farnbacher        | Dominik Farnbacher Allan Simonsen Leh Keen          | Ferrari F430 GT2                     | H     | 336    |
| 12                                                                    | 2           | LMGT2  | 89  | Hankook Team Farnbacher        | Dominik Farnbacher Allan Simonsen Leh Keen          | Ferrari 4.0 L V8                     | H     | 336    |
| 13                                                                    | 1           | LMGT1  | 50  | Larbre Compétition             | Roland Berville Julien Canal Gabriele Gardel        | Saleen S7-R                          | M     | 331    |
| 13                                                                    | 1           | LMGT1  | 50  | Larbre Compétition             | Roland Berville Julien Canal Gabriele Gardel        | Ford 7.0 L V8                        | M     | 331    |
| 14                                                                    | 3           | LMGT2  | 97  | BMS Scuderia Italia SpA        | Marco Holzer Richard Westbrook Timo Scheider        | Porsche 997 GT3-RSR                  | M     | 327    |
| 14                                                                    | 3           | LMGT2  | 97  | BMS Scuderia Italia SpA        | Marco Holzer Richard Westbrook Timo Scheider        | Porsche 4.0 L Flat-6                 | M     | 327    |
| 15                                                                    | 2           | LMGT1  | 72  | Luc Alphand Aventures          | Stéphane Grégoire Jérôme Policand David Hart        | Corvette C6.R                        | D     | 327    |
| 15                                                                    | 2           | LMGT1  | 72  | Luc Alphand Aventures          | Stéphane Grégoire Jérôme Policand David Hart        | Corvette LS7.R 7.0 L V8              | D     | 327    |
| 16                                                                    | 4           | LMGT2  | 95  | AF Corse SRL                   | Giancarlo Fisichella Jean Alesi Toni Vilander       | Ferrari F430 GT2                     | M     | 323    |
| 16                                                                    | 4           | LMGT2  | 95  | AF Corse SRL                   | Giancarlo Fisichella Jean Alesi Toni Vilander       | Ferrari 4.0 L V8                     | M     | 323    |
| 17                                                                    | 5           | LMGT2  | 76  | IMSA Performance Matmut        | Raymond Narac Patrick Pilet Patrick Long            | Porsche 997 GT3-RSR                  | M     | 321    |
| 17                                                                    | 5           | LMGT2  | 76  | IMSA Performance Matmut        | Raymond Narac Patrick Pilet Patrick Long            | Porsche 4.0 L Flat-6                 | M     | 321    |
| 18                                                                    | 6           | LMP2   | 28  | Race Performance AG            | Pierre Bruneau Marc Rostan Ralph Meichtry           | Radical SR9                          | D     | 321    |
| 18                                                                    | 6           | LMP2   | 28  | Race Performance AG            | Pierre Bruneau Marc Rostan Ralph Meichtry           | Judd DB 3.4 L V8                     | D     | 321    |
| 19                                                                    | 6           | LMGT2  | 78  | BMW Motorsport                 | Jörg Müller Augusto Farfus Uwe Alzen                | BMW M3 GT2                           | D     | 320    |
| 19                                                                    | 6           | LMGT2  | 78  | BMW Motorsport                 | Jörg Müller Augusto Farfus Uwe Alzen                | BMW 4.0 L V8                         | D     | 320    |
| 20                                                                    | 7           | LMP2   | 40  | Quifel ASM Team                | Miguel Amaral Olivier Pla Warren Hughes             | Ginetta-Zytek GZ09S/2                | M     | 318    |
| 20                                                                    | 7           | LMP2   | 40  | Quifel ASM Team                | Miguel Amaral Olivier Pla Warren Hughes             | Zytek ZG348 3.4 L V8                 | M     | 318    |
| 21                                                                    | 7           | LMGT2  | 75  | Prospeed Competition           | Paul van Splunteren Niek Hommerson Louis Machiels   | Porsche 997 GT3-RSR                  | M     | 317    |
| 21                                                                    | 7           | LMGT2  | 75  | Prospeed Competition           | Paul van Splunteren Niek Hommerson Louis Machiels   | Porsche 4.0 L Flat-6                 | M     | 317    |
| 22                                                                    | 3           | LMGT1  | 52  | Young Driver AMR               | Tomáš Enge Christoffer Nygaard Peter Kox            | Aston Martin DBR9                    | M     | 311    |
| 22                                                                    | 3           | LMGT1  | 52  | Young Driver AMR               | Tomáš Enge Christoffer Nygaard Peter Kox            | Aston Martin 6.0 L V12               | M     | 311    |
| 23                                                                    | 8           | LMP2   | 37  | Gerard Welter                  | Philippe Salini Stéphane Salini Tristan Gommendy    | WR LMP2008                           | D     | 308    |
| 23                                                                    | 8           | LMP2   | 37  | Gerard Welter                  | Philippe Salini Stéphane Salini Tristan Gommendy    | Zytek ZG348 3.4 L V8                 | D     | 308    |
| 24                                                                    | 8           | LMGT2  | 88  | Team Felbermayr-Proton         | Horst Felbermayr Horst Felbermayr Jr. Miro Konopka  | Porsche 997 GT3-RSR                  | M     | 304    |
| 24                                                                    | 8           | LMGT2  | 88  | Team Felbermayr-Proton         | Horst Felbermayr Horst Felbermayr Jr. Miro Konopka  | Porsche 4.0 L Flat-6                 | M     | 304    |
| 25                                                                    | 9           | LMP2   | 26  | Highcroft Racing               | David Brabham Marino Franchitti Marco Werner        | HPD ARX-01C                          | M     | 296    |
| 25                                                                    | 9           | LMP2   | 26  | Highcroft Racing               | David Brabham Marino Franchitti Marco Werner        | HPD AL7R 3.4 L V8                    | M     | 296    |
| 26                                                                    | 10          | LMP2   | 39  | KSM                            | Jean de Pourtales Hideki Noda Jonathan Kennard      | Lola B07/40                          | D     | 291    |
| 26                                                                    | 10          | LMP2   | 39  | KSM                            | Jean de Pourtales Hideki Noda Jonathan Kennard      | Judd DB 3.4 L V8                     | D     | 291    |
| 27                                                                    | 9           | LMGT2  | 85  | Spyker Squadron                | Tom Coronel Peter Dumbreck Jeroen Bleekemolen       | Spyker C8 Laviolette GT2-R           | M     | 280    |
| 27                                                                    | 9           | LMGT2  | 85  | Spyker Squadron                | Tom Coronel Peter Dumbreck Jeroen Bleekemolen       | Audi 4.0 L V8                        | M     | 280    |
| Não classificado (NC) - Menos que 70% do total de voltas (277 voltas) |             |        |     |                                |                                                     |                                      |       |        |
| 28                                                                    | 6           | LMP1   | 11  | Drayson Racing                 | Paul Drayson Jonny Cocker Emanuele Pirro            | Lola B09/60                          | M     | 254    |
| 28                                                                    | 6           | LMP1   | 11  | Drayson Racing                 | Paul Drayson Jonny Cocker Emanuele Pirro            | Judd GV5.5 S2 5.5 L V10              | M     | 254    |
| Não terminaram a corrida (DNF)                                        |             |        |     |                                |                                                     |                                      |       |        |
| 29                                                                    | 7           | LMP1   | 4   | Team Oreca Matmut              | Olivier Panis Nicolas Lapierre Loïc Duval           | Peugeot 908 HDi FAP                  | M     | 373    |
| 29                                                                    | 7           | LMP1   | 4   | Team Oreca Matmut              | Olivier Panis Nicolas Lapierre Loïc Duval           | Peugeot HDi 5.5 L Turbo V12 (Diesel) | M     | 373    |
| 30                                                                    | 8           | LMP1   | 009 | Aston Martin Racing            | Darren Turner Juan Barazi Sam Hancock               | Lola-Aston Martin B09/60             | M     | 368    |
| 30                                                                    | 8           | LMP1   | 009 | Aston Martin Racing            | Darren Turner Juan Barazi Sam Hancock               | Aston Martin 6.0 L V12               | M     | 368    |
| 31                                                                    | 9           | LMP1   | 1   | Team Peugeot Total             | Alexander Wurz Marc Gené Anthony Davidson           | Peugeot 908 HDi FAP                  | M     | 360    |
| 31                                                                    | 9           | LMP1   | 1   | Team Peugeot Total             | Alexander Wurz Marc Gené Anthony Davidson           | Peugeot HDi 5.5 L Turbo V12 (Diesel) | M     | 360    |
| 32                                                                    | 10          | LMP1   | 15  | Kolles                         | Christian Bakkerud Oliver Jarvis Christijan Albers  | Audi R10 TDI                         | M     | 331    |
| 32                                                                    | 10          | LMP1   | 15  | Kolles                         | Christian Bakkerud Oliver Jarvis Christijan Albers  | Audi TDI 5.5 L Turbo V12 (Diesel)    | M     | 331    |
| 33                                                                    | 11          | LMP1   | 008 | Signature-Plus                 | Pierre Ragues Franck Mailleux Vanina Ickx           | Lola-Aston Martin B09/60             | D     | 302    |
| 33                                                                    | 11          | LMP1   | 008 | Signature-Plus                 | Pierre Ragues Franck Mailleux Vanina Ickx           | Aston Martin 6.0 L V12               | D     | 302    |
| 34                                                                    | 12          | LMP1   | 2   | Team Peugeot Total             | Nicolas Minassian Stéphane Sarrazin Franck Montagny | Peugeot 908 HDi FAP                  | M     | 264    |
| 34                                                                    | 12          | LMP1   | 2   | Team Peugeot Total             | Nicolas Minassian Stéphane Sarrazin Franck Montagny | Peugeot HDi 5.5 L Turbo V12 (Diesel) | M     | 264    |
| 35                                                                    | 10          | LMGT2  | 64  | Corvette Racing                | Oliver Gavin Olivier Beretta Emmanuel Collard       | Corvette C6.R                        | M     | 255    |
| 35                                                                    | 10          | LMGT2  | 64  | Corvette Racing                | Oliver Gavin Olivier Beretta Emmanuel Collard       | Corvette 5.5 L V8                    | M     | 255    |
| 36                                                                    | 4           | LMGT1  | 73  | Luc Alphand Aventures          | Julien Jousse Xavier Maassen Patrice Goueslard      | Corvette C6.R                        | D     | 238    |
| 36                                                                    | 4           | LMGT1  | 73  | Luc Alphand Aventures          | Julien Jousse Xavier Maassen Patrice Goueslard      | Corvette LS7.R 7.0 L V8              | D     | 238    |
| 37                                                                    | 11          | LMGT2  | 63  | Corvette Racing                | Johnny O'Connell Jan Magnussen Antonio García       | Corvette C6.R                        | M     | 225    |
| 37                                                                    | 11          | LMGT2  | 63  | Corvette Racing                | Johnny O'Connell Jan Magnussen Antonio García       | Corvette 5.5 L V8                    | M     | 225    |
| 38                                                                    | 12          | LMGT2  | 83  | Risi Competizione Krohn Racing | Tracy Krohn Niclas Jönsson Eric van de Poele        | Ferrari F430 GT2                     | M     | 197    |
| 38                                                                    | 12          | LMGT2  | 83  | Risi Competizione Krohn Racing | Tracy Krohn Niclas Jönsson Eric van de Poele        | Ferrari 4.0 L V8                     | M     | 197    |
| 39                                                                    | 13          | LMP1   | 14  | Kolles                         | Scott Tucker Manuel Rodrigues Christophe Bouchut    | Audi R10 TDI                         | M     | 182    |
| 39                                                                    | 13          | LMP1   | 14  | Kolles                         | Scott Tucker Manuel Rodrigues Christophe Bouchut    | Audi TDI 5.5 L Turbo V12 (Diesel)    | M     | 182    |
| 40                                                                    | 14          | LMP1   | 12  | Rebellion Racing               | Nicolas Prost Neel Jani Marco Andretti              | Lola B10/60                          | M     | 175    |
| 40                                                                    | 14          | LMP1   | 12  | Rebellion Racing               | Nicolas Prost Neel Jani Marco Andretti              | Rebellion 5.5 L V10                  | M     | 175    |
| 41                                                                    | 5           | LMGT1  | 60  | Matech Competition             | Thomas Mutsch Romain Grosjean Jonathan Hirschi      | Ford GT1                             | M     | 171    |
| 41                                                                    | 5           | LMGT1  | 60  | Matech Competition             | Thomas Mutsch Romain Grosjean Jonathan Hirschi      | Ford 5.3 L V8                        | M     | 171    |
| 42                                                                    | 15          | LMP1   | 13  | Rebellion Racing               | Jean-Christophe Boullion Andrea Belicchi Guy Smith  | Lola B10/60                          | M     | 143    |
| 42                                                                    | 15          | LMP1   | 13  | Rebellion Racing               | Jean-Christophe Boullion Andrea Belicchi Guy Smith  | Rebellion 5.5 L V10                  | M     | 143    |
| 43                                                                    | 6           | LMGT1  | 69  | JLOC                           | Atsushi Yogo Koji Yamanishi Hiroyuki Iiri           | Lamborghini Murciélago LP670 R-SV    | Y     | 138    |
| 43                                                                    | 6           | LMGT1  | 69  | JLOC                           | Atsushi Yogo Koji Yamanishi Hiroyuki Iiri           | Lamborghini 6.5 L V12                | Y     | 138    |
| 44                                                                    | 13          | LMGT2  | 82  | Risi Competizione              | Jaime Melo Gianmaria Bruni Pierre Kaffer            | Ferrari F430 GT2                     | M     | 116    |
| 44                                                                    | 13          | LMGT2  | 82  | Risi Competizione              | Jaime Melo Gianmaria Bruni Pierre Kaffer            | Ferrari 4.0 L V8                     | M     | 116    |
| 45                                                                    | 14          | LMGT2  | 92  | JMW Motorsport                 | Rob Bell Tim Sugden Bryce Miller                    | Aston Martin V8 Vantage GT2          | D     | 71     |
| 45                                                                    | 14          | LMGT2  | 92  | JMW Motorsport                 | Rob Bell Tim Sugden Bryce Miller                    | Aston Martin 4.5 L V8                | D     | 71     |
| 46                                                                    | 15          | LMGT2  | 80  | Flying Lizard Motorsports      | Seth Neiman Darren Law Jörg Bergmeister             | Porsche 997 GT3-RSR                  | M     | 61     |
| 46                                                                    | 15          | LMGT2  | 80  | Flying Lizard Motorsports      | Seth Neiman Darren Law Jörg Bergmeister             | Porsche 4.0 L Flat-6                 | M     | 61     |
| 47                                                                    | 7           | LMGT1  | 61  | Matech Competition             | Natacha Gachnang Cyndie Allemann Rahel Frey         | Ford GT1                             | M     | 59     |
| 47                                                                    | 7           | LMGT1  | 61  | Matech Competition             | Natacha Gachnang Cyndie Allemann Rahel Frey         | Ford 5.3 L V8                        | M     | 59     |
| 48                                                                    | 11          | LMP2   | 29  | Racing Box SRL                 | Luca Pirri Marco Cioci Piergiuseppe Perazzini       | Lola B08/80                          | D     | 57     |
| 48                                                                    | 11          | LMP2   | 29  | Racing Box SRL                 | Luca Pirri Marco Cioci Piergiuseppe Perazzini       | Judd DB 3.4 L V8                     | D     | 57     |
| 49                                                                    | 16          | LMGT2  | 79  | BMW Motorsport                 | Andy Priaulx Dirk Müller Dirk Werner                | BMW M3 GT2                           | D     | 53     |
| 49                                                                    | 16          | LMGT2  | 79  | BMW Motorsport                 | Andy Priaulx Dirk Müller Dirk Werner                | BMW 4.0 L V8                         | D     | 53     |
| 50                                                                    | 12          | LMP2   | 38  | Pegasus Racing                 | Julien Schell Frédéric da Rocha David Zollinger     | Norma M200                           | D     | 40     |
| 50                                                                    | 12          | LMP2   | 38  | Pegasus Racing                 | Julien Schell Frédéric da Rocha David Zollinger     | Judd DB 3.4 L V8                     | D     | 40     |
| 51                                                                    | 16          | LMP1   | 3   | Peugeot Sport Total            | Sébastien Bourdais Pedro Lamy Simon Pagenaud        | Peugeot 908 HDi FAP                  | M     | 38     |
| 51                                                                    | 16          | LMP1   | 3   | Peugeot Sport Total            | Sébastien Bourdais Pedro Lamy Simon Pagenaud        | Peugeot HDi 5.5 L Turbo V12 (Diesel) | M     | 38     |
| 52                                                                    | 8           | LMGT1  | 70  | Marc VDS Racing Team           | Eric de Doncker Bas Leinders Markus Palttala        | Ford GT1                             | M     | 26     |
| 52                                                                    | 8           | LMGT1  | 70  | Marc VDS Racing Team           | Eric de Doncker Bas Leinders Markus Palttala        | Ford 5.0 L V8                        | M     | 26     |
| 53                                                                    | 17          | LMP1   | 5   | Beechdean Mansell              | Nigel Mansell Greg Mansell Leo Mansell              | Ginetta-Zytek GZ09S                  | D     | 4      |
| 53                                                                    | 17          | LMP1   | 5   | Beechdean Mansell              | Nigel Mansell Greg Mansell Leo Mansell              | Zytek ZJ458 4.5 L V8                 | D     | 4      |
| 54                                                                    | 17          | LMGT2  | 81  | Jaguar RSR                     | Paul Gentilozzi Ryan Dalziel Marc Goossens          | Jaguar XKR GT2                       | Y     | 4      |
| 54                                                                    | 17          | LMGT2  | 81  | Jaguar RSR                     | Paul Gentilozzi Ryan Dalziel Marc Goossens          | Jaguar 5.0 L V8                      | Y     | 4      |
| 55                                                                    | 18          | LMP1   | 19  | Michael Lewis/Autocon          | Michael Lewis Bryan Willman Tony Burgess            | Lola B06/10                          | D     | 1      |
| 55                                                                    | 18          | LMP1   | 19  | Michael Lewis/Autocon          | Michael Lewis Bryan Willman Tony Burgess            | AER P32T 4.0 L Turbo V8              | D     | 1      |
| Não largaram (DNS)                                                    |             |        |     |                                |                                                     |                                      |       |        |
| DNS                                                                   | -           | LMGT2  | 96  | AF Corse SRL                   | Luís Pérez Companc Matías Russo Mika Salo           | Ferrari F430 GT2                     | M     | -      |
| DNS                                                                   | -           | LMGT2  | 96  | AF Corse SRL                   | Luís Pérez Companc Matías Russo Mika Salo           | Ferrari 4.0 L V8                     | M     | -      |